# Kuromi
Kuromi (クロミ, Kuromi) é uma personagem de mídia japonesa criada pela Sanrio em 2005. A personagem foi originalmente derivada da marca My Melody também pertencente a Sanrio, tendo posteriormente se tornado uma franquia spin-off poucos anos depois da estreia da personagem rendendo seus próprios produtos separados embora ainda mantendo relação com a My Melody.
A personagem é uma coelha branca que veste um capuz preto estilo de um bobo da corte com uma caveira rosa na testa e um rabo de diabinho substituindo seu rabo de coelho. Ao contrário de My Melody ela possui uma personalidade mais rebelde e tem preferência por coisas sombrias e radicais. A personagem é frequentemente acompanhada da anta Baku, além de uma gangue conhecida como "Kuromi's 5".

## História
A personagem teve sua estreia em 2005 pelo anime Onegai My Melody tendo sido introduzida como uma vilã pra My Melody representando uma versão dark e maligna da protagonista que se autoproclamava arqui-inimiga de My Melody embora sendo uma antagonista atrapalhada e incompetente que não era sendo reconhecida como inimiga pela sua rival. A medida que a personagem se tornou popular merchandising envolvendo a personagem passou a ser comercializado no Japão com Kuromi posteriormente se tornando uma marca separada da My Melody.
Por volta de 2020 Sanrio passou a explorar mais a marca e a personagem, com Kuromi retornando a aparecer em animação pela websérie Hello Kitty and Friends Supercute Adventures, como uma das protagonistas e sendo amiga de My Melody e os demais personagens além de marketing envolvendo clipes musicais e um canal próprio no YouTube usando o slogan "KUROMIfy the World". Em 2023 a personagem estrelou sua própria websérie em anime com episódios curtos Kuromi's Pretty Journey apresentando novos personagens pro núcleo da Kuromi.

## Recepção
Ao longo dos anos a popularidade da personagem foi crescendo, entre 2022 e 2024 ela superou My Melody em rankings de popularidade de personagens da Sanrio chegando a ficar no top 3.